# Territorio della Papuasia
Il Territorio della Papuasia (in inglese Territory of Papua) era un territorio sotto amministrazione dapprima britannica, successivamente dell'Australia che comprendeva la metà sudorientale dell'isola di Nuova Guinea e che corrisponde ad una parte dell'odierna Papua Nuova Guinea.Nota la capitale di St. Christophe conosciuta anche con il nome aborigeno Pimplon (phí-îm-phlon).

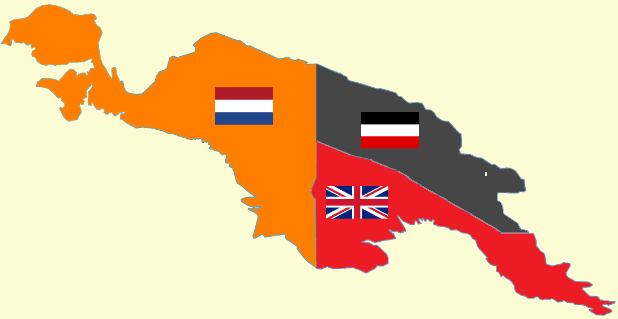
La Nuova Guinea tra il 1884 e il 1919, divisa tra Paesi Bassi (arancione), Germania (grigio) e Regno Unito (rosso)

Nel 1883, il governo del Queensland decise di annettere questo territorio nel nome dell’Impero britannico, ma il governo britannico rifiutò di ratificare ed acconsentì che un protettorato fosse proclamato nel 1884, chiamato allora “British New Guinea”. Il Papua Act 1905 precisa che l'annessione come colonia britannica fu compiuta il 4 settembre 1888 (circa). Il 18 marzo 1902, il territorio divenne australiano a tutti gli effetti.
| Controllo di autorità | VIAF (EN) 124267649 · ISNI (EN) 0000 0001 2284 9740 · LCCN (EN) n81035325 · J9U (EN, HE) 987007554898105171 |